# Мала радянська енциклопедія
Мала́ радя́нська енциклопе́дія, МРЕ (у вихідних відомостях — Малая Советская Энциклопедия) — універсальна енциклопедія середнього обсягу, яку випускало в СРСР видавництво «Радянська енциклопедія». Перша за часом завершення багатотомна радянська енциклопедія. Головні редактори — Микола Мещеряков (1-ше та 2-ге видання) та Борис Введенський (3-тє видання).

## Історія

### Перше видання
1-е видання МРЕ вийшло в 1928—1931 роках тиражем 144 тис. примірників. Воно складалося з 10 томів, що містять понад 30 тис. статей, у яких найбільшу увагу приділено питанням економіки та політики, а також техніці.
У передмові до МРЕ наголошувалося, що вона «…покликана стати рупором пролетарської революції та засобом для прояснення класової свідомості широких мас трудящих, знаряддям освіти та будівництва…».
Томи:
1. Аа — Ваниль (1928)
2. Ванини — Дротик (1931)
3. Дрофы — Ковалик (1931)
4. Ковальская — Массив (1929)
5. Массикот — Огнев (1930)
6. Огневки — Пряжа (1930)
7. Прямая — Скулы (1932)
8. Скульптура — Тугарин (1930)
9. Тугендбунд — Шверник (1932)
10. Швеция — Яя (1932)

### Друге видання
2-ге видання МРЕ мало 11 томів. Планувалося видати всі томи від 1933 до 1937 року, але з причин кон'юнктурного порядку в період від 1933 до 1936 року вийшли перші чотири томи, п'ятий том готувався до розсилання передплатникам 1937 року, а шостий здано у виробництво, сьомий готувався до здання у виробництво (згодом їх тираж повністю знищено, причини див. нижче). Від 1937 до 1941 року вийшли 10 томів, але через початок Німецько-радянської війни 11-й том, що залишився, видано тільки 1947 року. Як і в першого видання, тираж був порівняно невеликим і становив 100 тисяч примірників, а обсяг написаного — 790 авторських аркушів). Офіційно, перші 6 томів випущено повторним виданням із виправленнями та доповненнями.
Томи:
1. Аа — Болгары
2. Болдуин — Гарнец (1939)
3. Гарни — Днепр
4. Днепровская низменность — Ислам (1936)
5. Исландия — Кумы
6. Кумыки — Модика (1937)
7. Модильяни — Партнёр (1938)
8. Парторг — Революционный трибунал
9. Революция — Срочные
10. СССР — Ульяновск
11. Ульяновская область — Яя

Оскільки вихід перших шести томів другого видання збігся в часі з Великим терором, перші тиражі МРЕ другого видання (як і всі томи МРЕ першого видання і 35 томів ВРЕ першого видання) згодом довелося спішно вилучити та знищити, а потім перевидати перші шість томів «з виправленнями та доповненнями» у 1937—38 році, адже вони містили багато статей про оголошених «ворогами народу» політичних та військових діячів, деякі з авторів статей також опинилися серед репресованих «ворогів народу». Як наслідок, зазначені томи, видані в 1933—1936 роках без «виправлень та доповнень», нині є бібліографічним раритетом та антикварною цінністю.

### Третє видання
Третє видання МРЕ виходило в 1958—1960 роках. Усього випущено 10 томів тиражем 290 тисяч примірників. Обсяг видання становив 960 авторських аркушів. На відміну від двох перших видань, у цьому число статей було вдвічі меншим (близько 50 тисяч), що дозволило, як зазначає ВРЕ «коротко, але повніше, ніж у попередніх виданнях, висвітлити найважливіші поняття та терміни, що зустрічаються в сучасній політичній, науковій, художній літературі та публіцистиці, дати лаконічне пояснення багатьох часткових термінів, зокрема й іншомовного походження».
Середній розмір статей становив 800 друкованих знаків, хоча союзним республікам, зарубіжним державам, окремим наукам, галузям економіки, техніки, мистецтва присвячено великі за обсягом огляди. У 3-му виданні тематика статей розподілилася так: близько 50 % усіх статей — природознавство та техніка, 34 % — суспільно-політичні та історичні науки, близько 16 % — література та мистецтво. Понад 10 % статей — біографічні. При цьому близько 25 % статей забезпечено бібліографічними списками. У 3-му виданні МРЕ представлено понад 12 тис. ілюстрацій, багато з яких вже були кольоровими, а також 170 кольорових карт. 1961 року для зручності пошуку додатково видано Алфавітний предметно-іменний покажчик. У створенні 3-го видання МРЕ брали участь понад 3 тисячі авторів.
Томи:
1. А — Буковина
2. Буковые — Горняк
3. Горняцкий — Илосос
4. Илоты — Котангенс
5. Котантен — Минерва
6. Минёры — Первомайка
7. Первомайск — Рубе
8. Рубежное — Сферолиты
9. Сферосомы — Хайфон
10. Хайхе — Яя

## Галерея

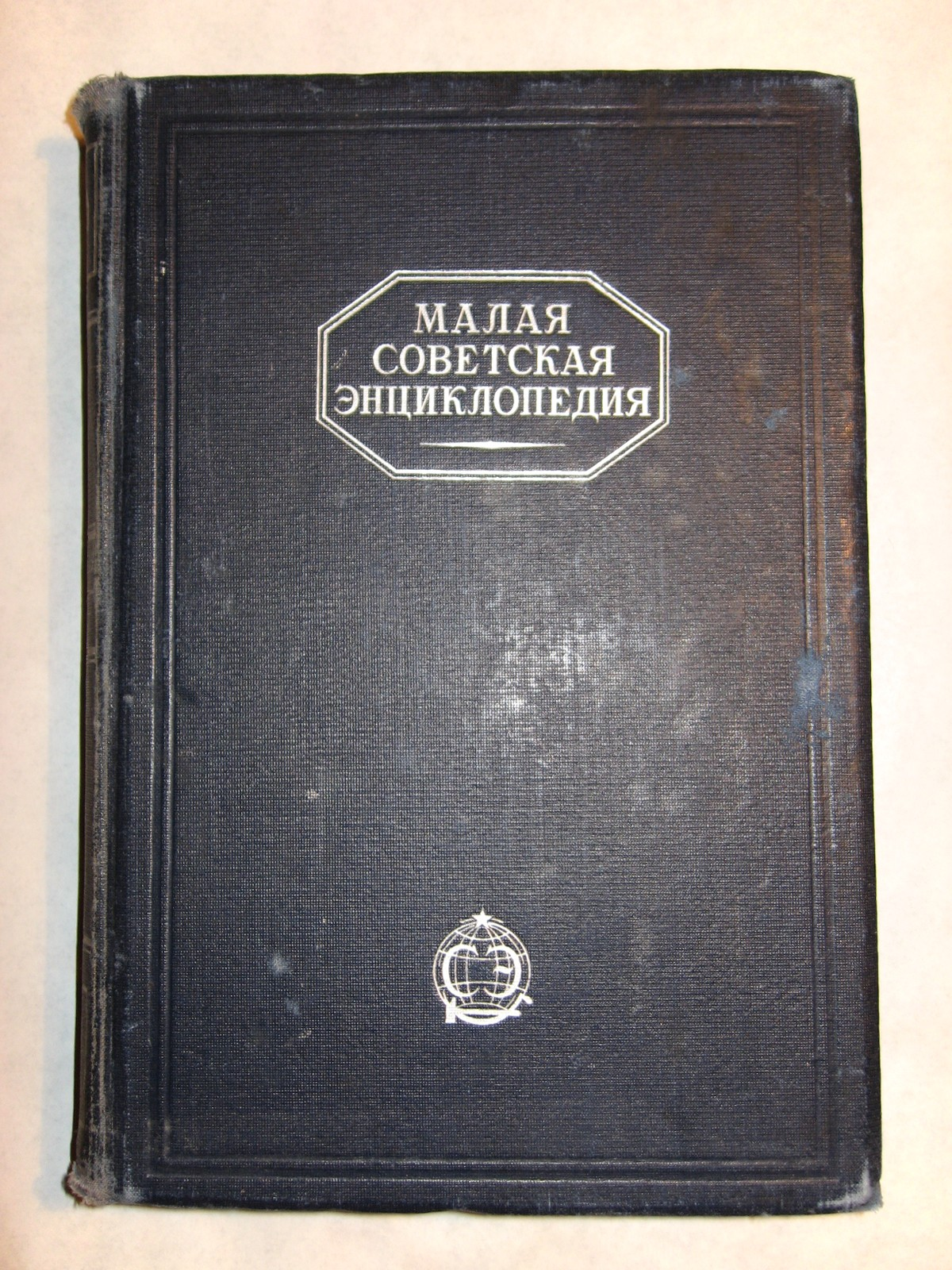
Обкладинка першого видання
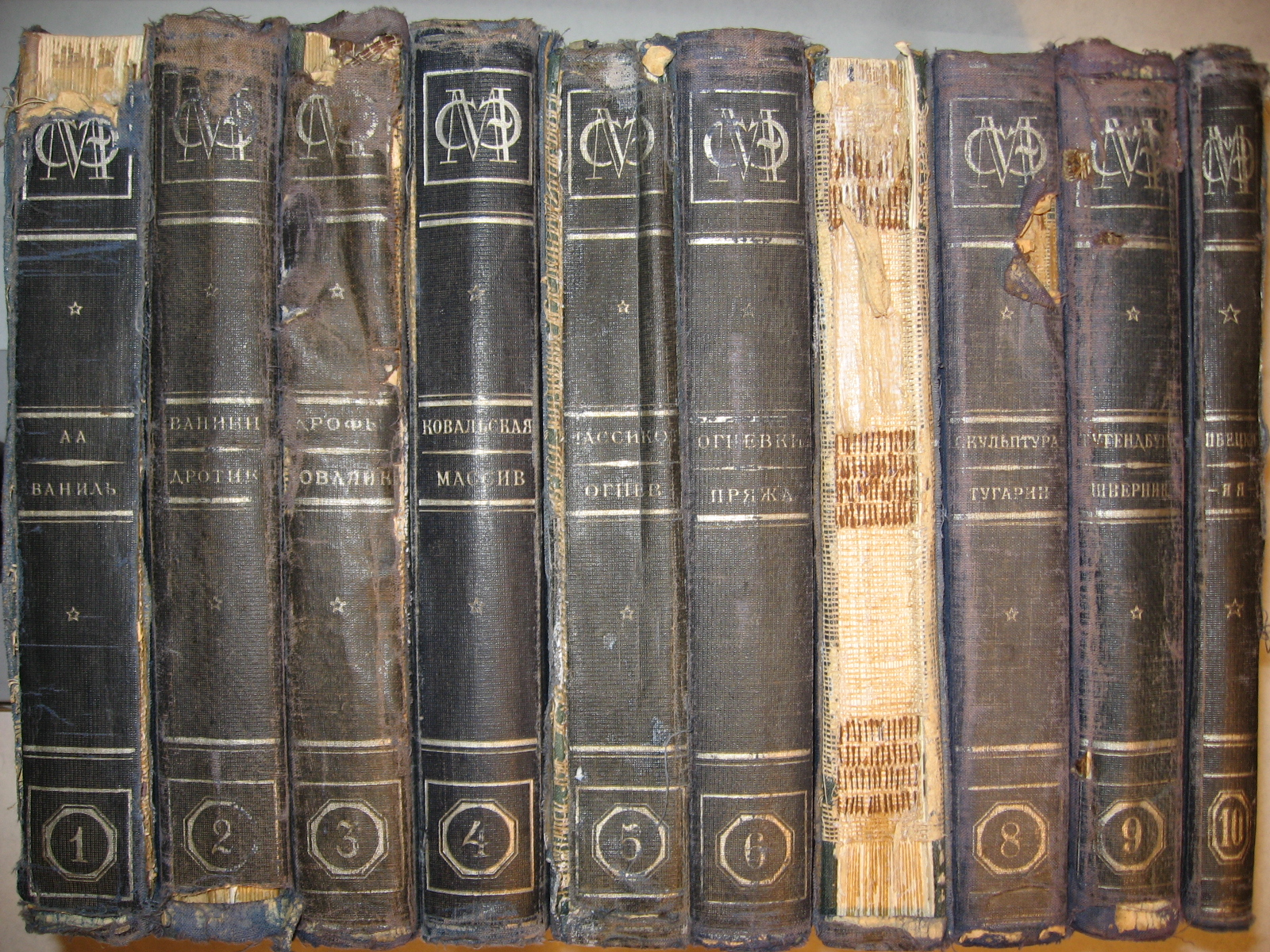
Перше видання на полиці
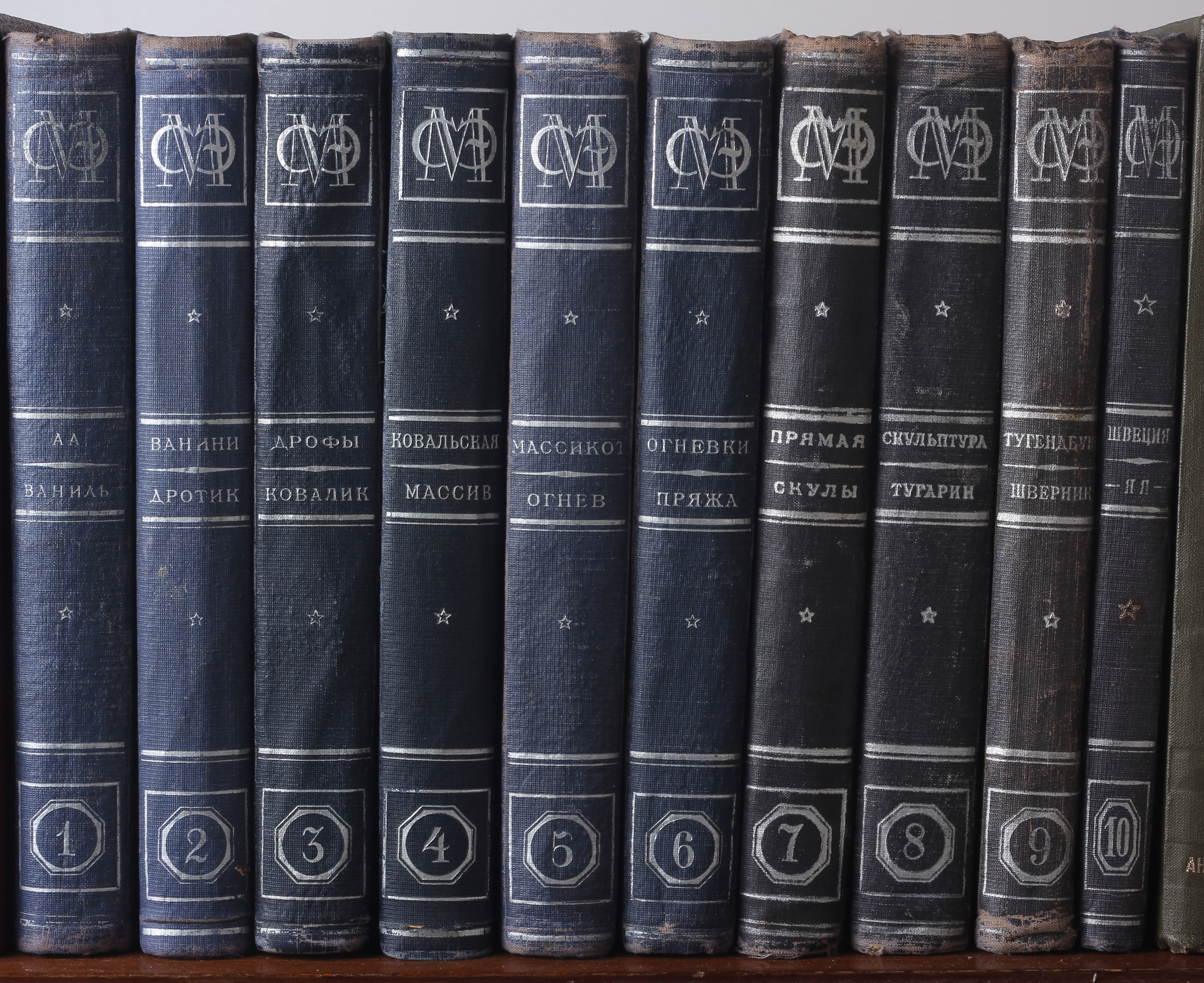
Корінці томів першого видання
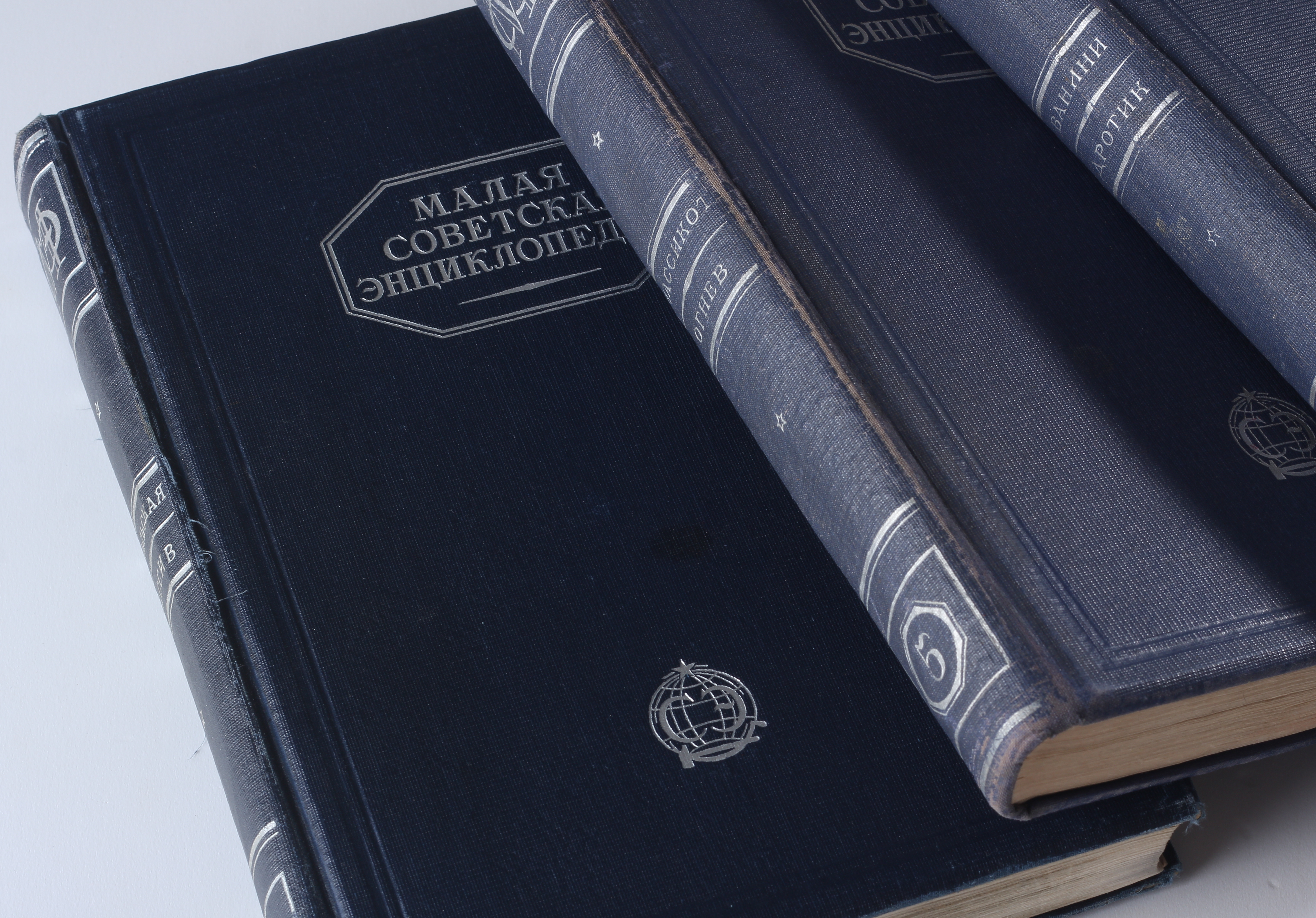
Мала радянська енциклопедія, перше видання
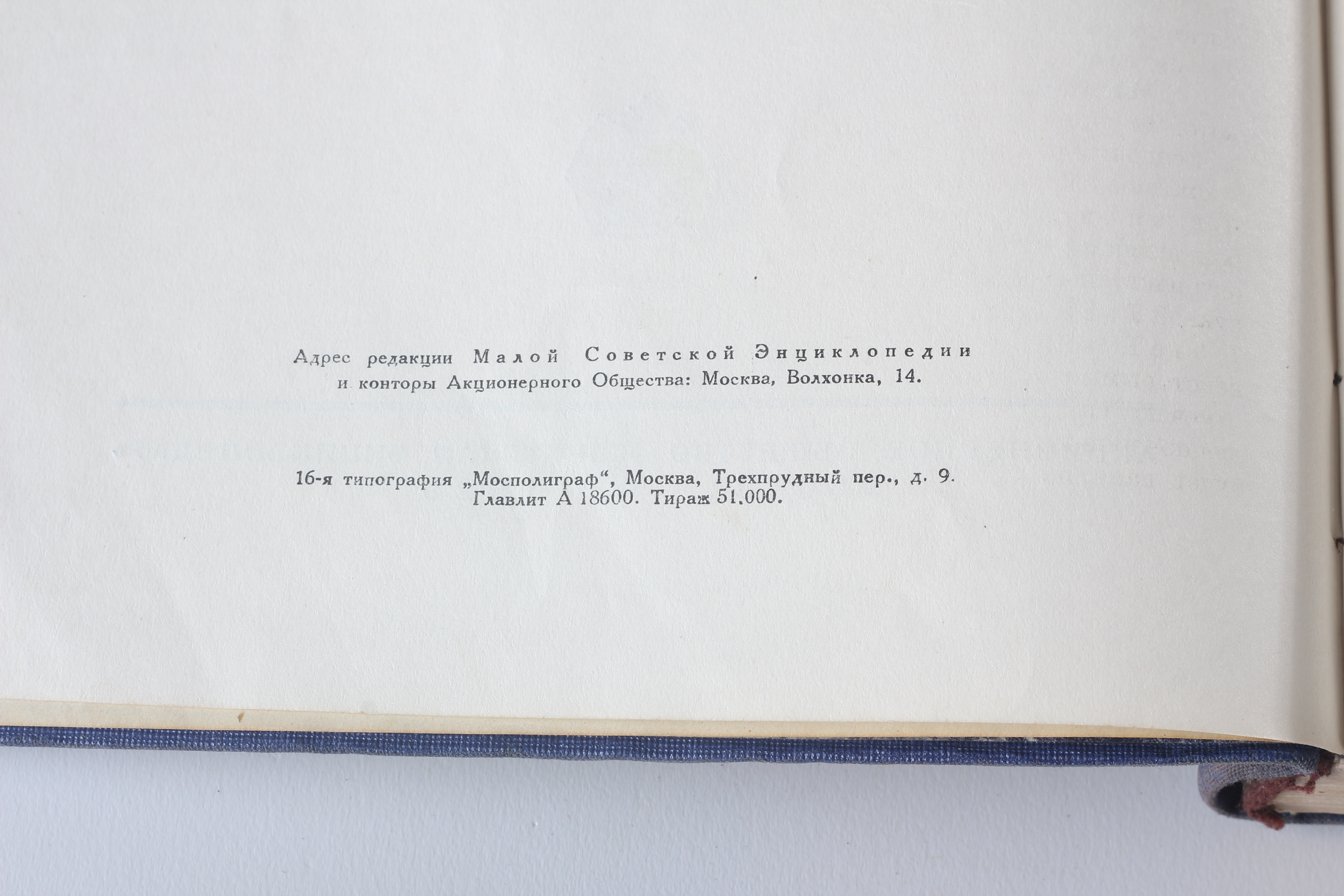
Вихідні дані першого видання
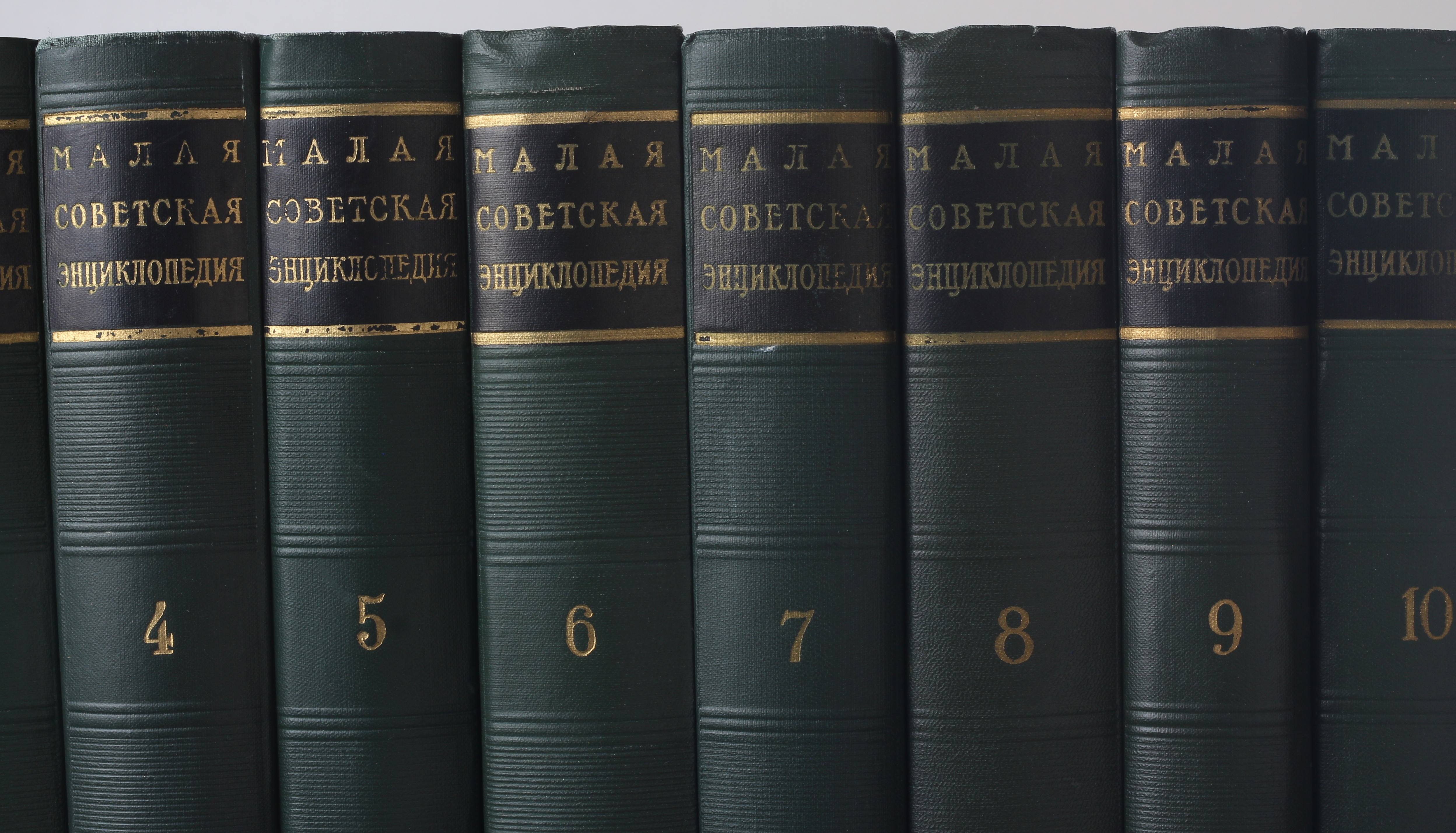
Корінці томів із тисненням. Третє видання
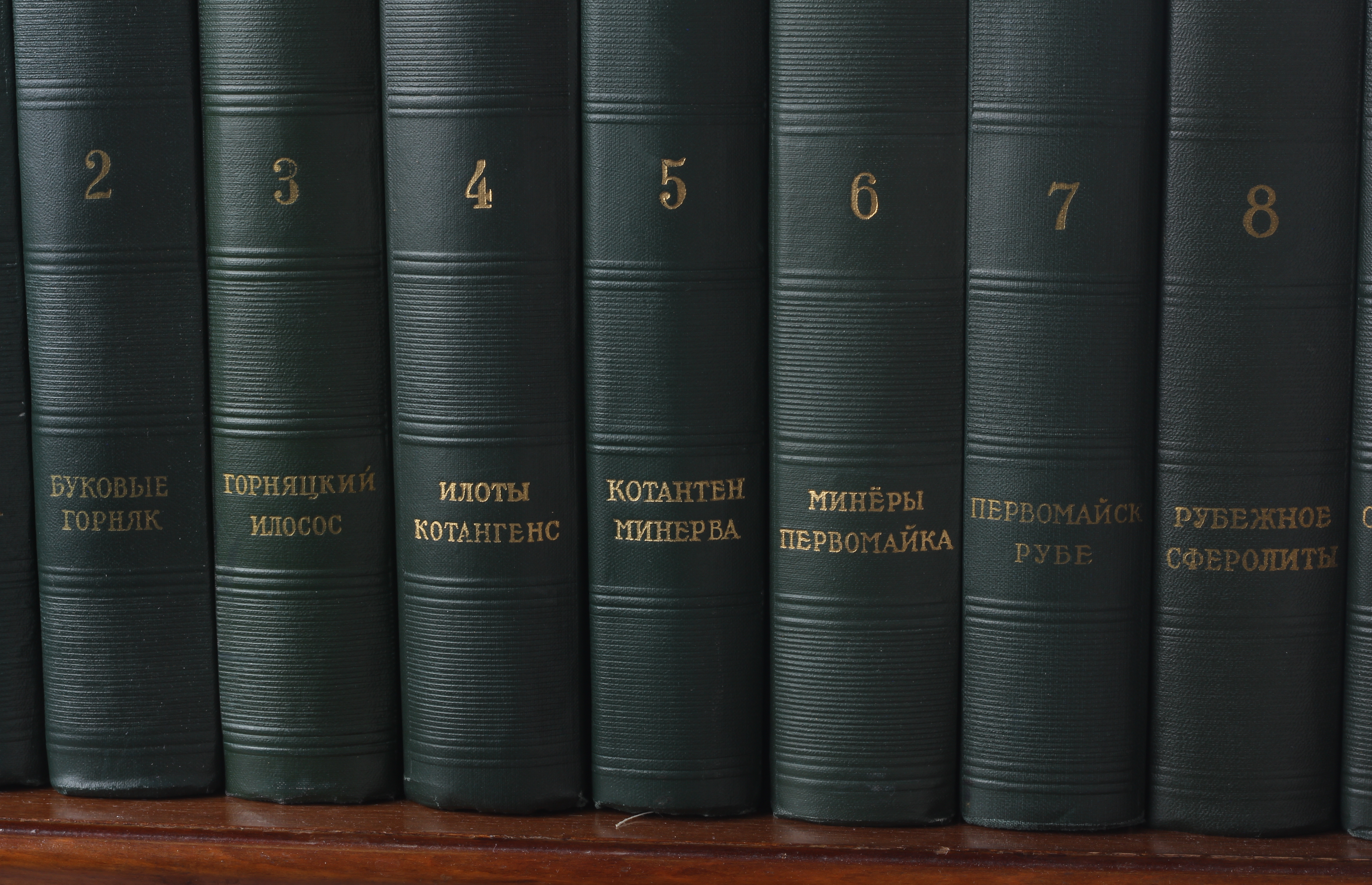
Корінці томів із тисненням. Третє видання
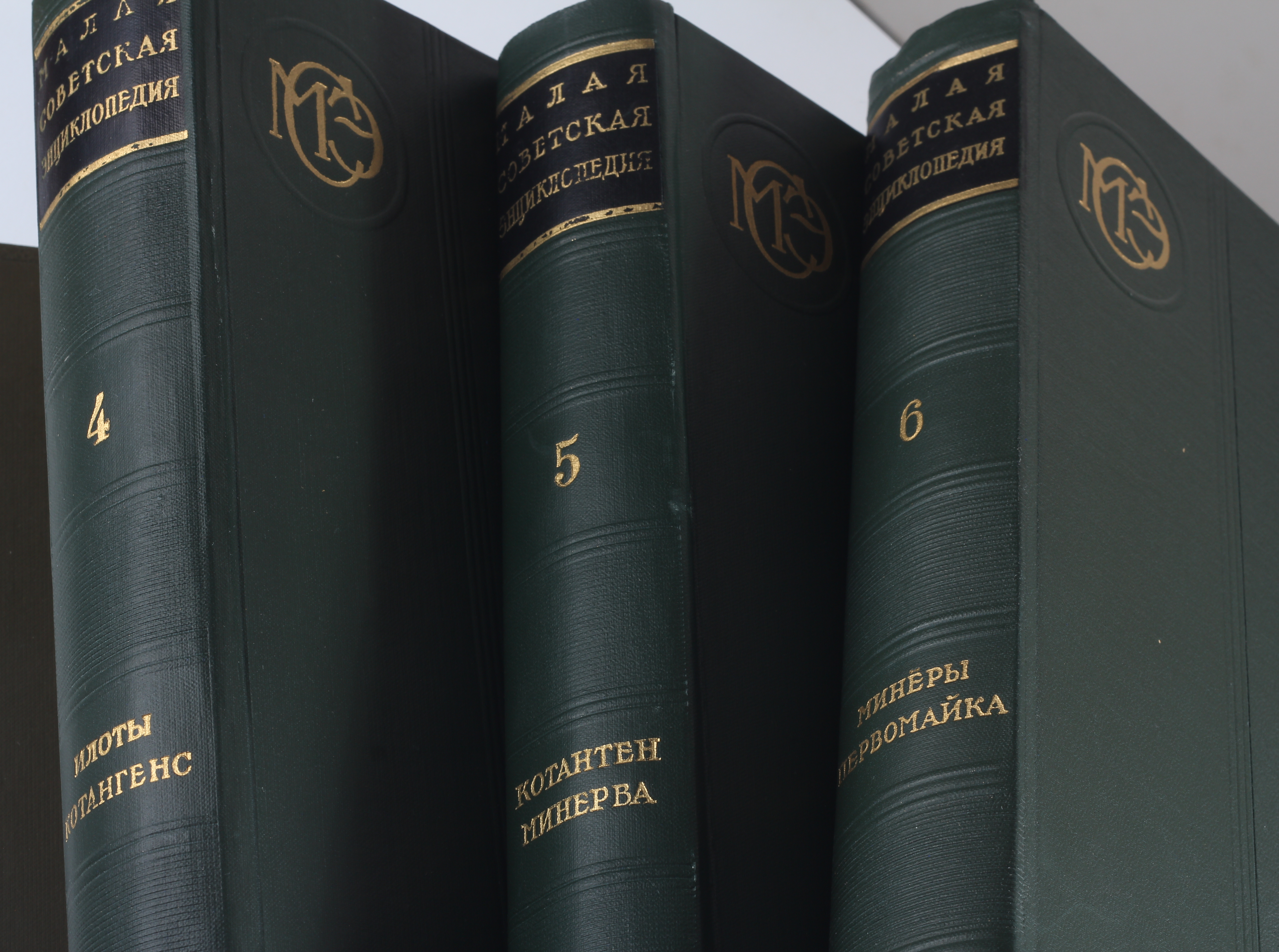
Мала радянська енциклопедія – третє видання. Корінці томів із тисненням